# Eca Magazine
A Eca! Magazine foi uma revista de humor em quadrinhos que teve três números e era publicada pela Mythos Editora, de São Paulo. Cada edição possuía 20 páginas e era um brinde adquirido na compra dos três últimos números da Mad publicados pela Mythos (44 a 46).
O editor da Eca! era Otacílio d’Assunção Barros, o “Ota”, na época, editor da Mad.

## Colaboradores daEca! Magazine
Assim como Ota, muitos dos que contribuíram para a Eca! também colaboravam regularmente para a Mad. Seus nomes aparecem em negrito:
- Adão Iturrusgarai
- Adriana Ferranni, a “Drix” (redatora)
- Alberto Benett
- Allan Sieber
- Arionauro de Souza Santos, o “Arionauro”
- Carlos Alberto Paes Oliveira, o “Xalberto”
- Daniel Lafayette
- Daniel Ponciano
- Eduardo da Silva Rodrigues, o “Ed”
- Ernani Diniz Lucas, o “Nani”
- Fabiane Bento, a “Chiquinha”
- Iaci Duran (fotógrafo)
- Kadu Castro (subeditor de arte)
- Kemp
- Levi Ribeiro (fotógrafo)
- Luciano Félix
- Nivaldo Ramos Pissai, o “Niva”
- Pato Puto
- Paulo Gerloff
- Pryscila Vieira
- Pupuca
- Raphael Salimena (que passou a colaborar com a Mad a partir de sua publicação pela Panini Comics)
- Renato Martins (editor de arte)

## Ligação externa
- «Sítio oficial»